# Сатурн (Раменське)
«Сату́рн» (рос. «Сатурн») — російський футбольний клуб з міста Раменське Московської області. Останні роки «Сатурн» представляв всю Московську область.

## Історія

### Колишні назви
- Команда заводу «Панель» (1946—1950)
- «Крила Рад» (1951—1957)
- «Труд» (1958—1989)
- «Сатурн» (1960—2002)
- «Сатурн-РЕН-ТВ» (2002—2004)
- «Сатурн» з 27 січня 2004 року.

Заснований у 1946 році. З 1999 року виступав у Російській Прем'єр-Лізі. Найвище досягнення — 5 місце в 2007 році. У січні 2011 року клуб подав заяву про добровільний вихід з Прем'єр Ліги і став виступати на аматорському рівні. Місце «Сатурна» у Прем'єр-Лізі зайняв «Краснодар».
У 2014 році «Сатурн» відновив свою участь на професіональному рівні і став виступати у нижчих лігах.

## Відомі гравці
- Роман Григорчук